# Live à Paris
Live à Paris è il terzo album dal vivo della cantante canadese Céline Dion, pubblicato il 29 ottobre 1996. È il suo il diciottesimo album in lingua francese e il ventiduesimo in totale.

## Contenuti
Dopo l'album francofono più venduto di tutti i tempi, D'eux, Céline Dion pubblica Live à Paris, che contiene dieci delle dodici canzoni di D'eux. Il concerto è stato registrato a Le Zénith di Parigi nell'ottobre 1995, durante il D'eux Tour. L'album contiene anche alcune canzoni in inglese, come la registrazione in studio di To Love You More, contenuta nella versione asiatica di Falling into You, diventata un grande successo in Giappone.
Il disco non contiene lo spettacolo completo. Tutte le canzoni sono contenute sul home video di Live à Paris, pubblicato anch'esso nel 1996.

## Successo commerciale
Dopo il successo di D'eux, Live à Paris vende 2 milioni di copie solo in Europa, dove viene certificato doppio disco di platino dall'IFPI.
Dopo aver venduto 810 000 copie in Francia e 280.000 in Canada, l'album è certificato doppio platino in entrambi i paesi. Ottenne anche altre certificazioni di platino in Belgio e in Svizzera. Nei paesi non francofoni, come l'Olanda e la Polonia, Live à Paris ottiene il disco d'oro.
L'album rimase in testa alle classifiche per otto settimane in Francia, per quattro settimane in Belgio e per una settimana in Svizzera. In Belgio, alle Fiandre, raggiunse la numero 6, e in Canada salì alla numero 7. Live à Paris è salita anche nelle classifiche di paesi non francofoni, raggiungendo la nona posizione nei Paesi Bassi, la numero 24 in Austria, la numero 25 in Nuova Zelanda, la numero 46 in Italia, la numero 53 nel Regno Unito e la numero 63 in Germania. Nella European Top 100 Albums, Live à Paris raggiunge la sesta posizione della classifica.
Il 1º novembre 1996, Céline Dion segna un altro traguardo, scrivendo una nuova pagina nel libro dell'industria musicale francese, diventando il primo artista ad avere tre dei suoi album nella top 20 francese. In quella settimana, Live à Paris entra in classifica salendo direttamente alla prima posizione (terzo album alla numero 1 in Francia della cantante nel '96), mentre Falling into You era ancora al sesto posto e D'eux era ancora alla numero 16 (un anno e mezzo dopo la sua pubblicazione).

## Recensioni da parte della critica
AllMusic scrisse che l'album "ha un tocco più rock rispetto a qualsiasi altro album live o in studio della Dion". Secondo la rivista musicale "Céline Dion alza il tetto e si dimostra altrettanto abile con un materiale più duro come lo è con ballad adult contemporary... questo buon album dal vivo di una delle più grandi star del nostro tempo serve a metterla in mostra non solo come cantante di ballad, ma anche come una rockstar di prim'ordine".

## Riconoscimenti
Live à Paris ottenne un Juno Award come Miglior Album francofono più venduto e due Félix Award nelle categorie Miglior Album più venduto e Miglior Album Pop/Rock.

## Tracce

### Live à Paris
1. J'attendais – 4:58 (Jean-Jacques Goldman)
2. Destin – 4:11 (Goldman)
3. The Power of Love – 4:45 (Gunther Mende, Candy DeRouge, Jennifer Rush, Mary Susan Applegate)
4. Regarde-moi – 3:49 (Goldman)
5. River Deep, Mountain High – 3:29 (Ellie Greenwich, Jeff Barry, Phil Spector)
6. Un garçon pas comme les autres (Ziggy) – 5:03 (Luc Plamondon, Michel Berger)
7. Les derniers seront les premiers (feat. Jean-Jacques Goldman) – 3:52 (Goldman)
8. J'irai où tu iras (feat. Jean-Jacques Goldman) – 3:46 (Goldman)
9. Je sais pas – 4:25 (Goldman, J. Kapler)
10. Le ballet – 10:33 (Goldman)
11. Prière païenne – 4:55 (Goldman)
12. Pour que tu m'aimes encore – 5:10 (Goldman)
13. Quand on n'a que l'amour – 4:41 (Jacques Brel)
14. Vole – 4:03 (Goldman)
15. To Love You More (bonus track) – 5:28 (David Foster, Junior Miles)

## Classifiche

### Classifiche settimanali
| Classifica (1996) | Posizione massima |
| ----------------- | ----------------- |
| Austria           | 24                |
| Belgio Fiandre    | 6                 |
| Belgio Vallonia   | 1                 |
| Canada            | 8                 |
| Europa            | 6                 |
| Francia           | 1                 |
| Germania          | 63                |
| Nuova Zelanda     | 25                |
| Paesi Bassi       | 9                 |
| Portogallo        | 6                 |
| Regno Unito       | 53                |
| Svizzera          | 1                 |

### Classifiche annuali
| Classifica (1996) | Posizione |
| ----------------- | --------- |
| Canada            | 72        |
| Francia           | 10        |
| Paesi Bassi       | 95        |
| Classifica (1997) | Posizione |
| Belgio Fiandre    | 75        |
| Belgio Vallonia   | 25        |
| Francia           | 31        |
| Paesi Bassi       | 41        |